# Portaalmast

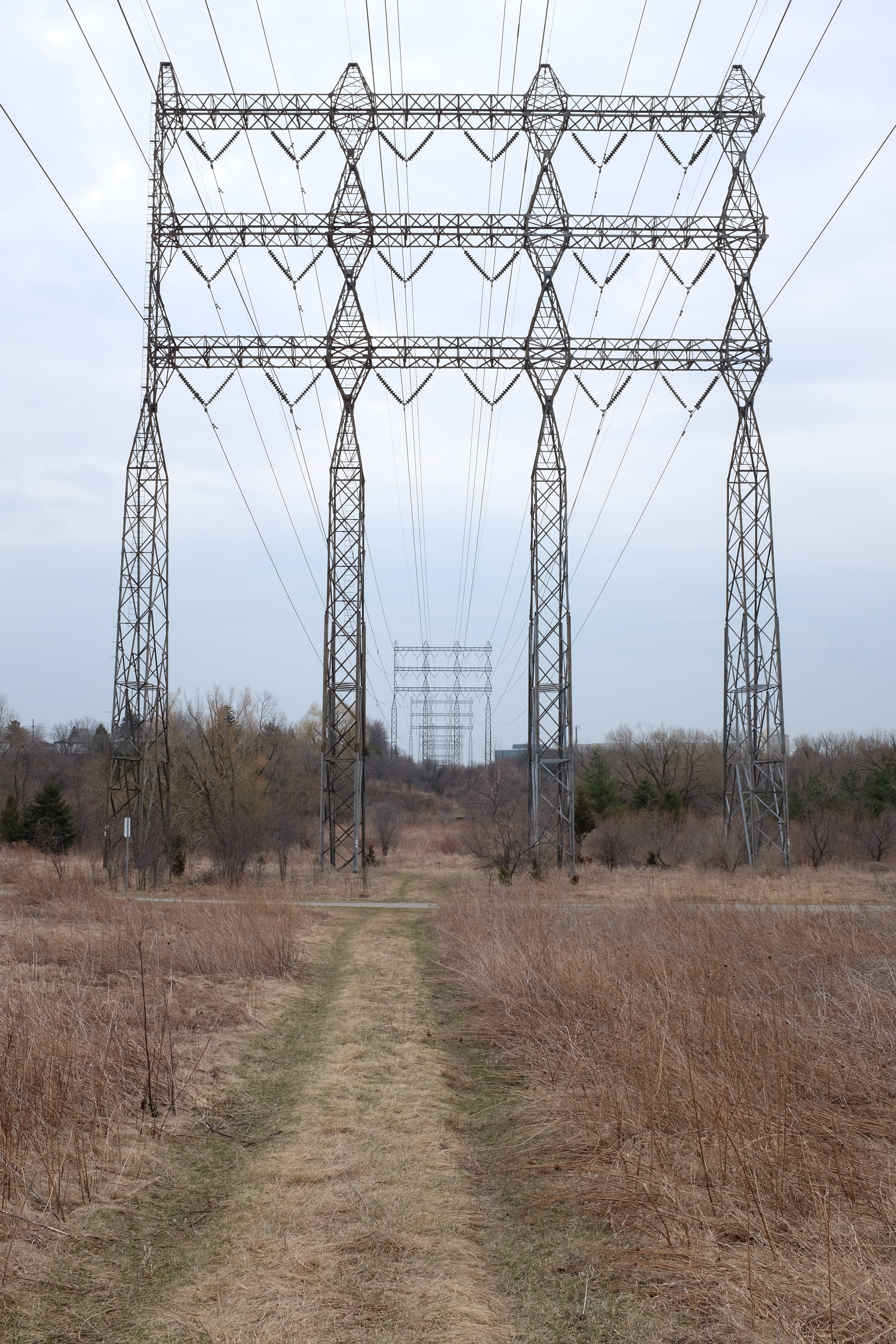
Portaal bij Humber Gate Park, Toronto, Canada

Een portaal of portaalmast is een bovengrondse hoogspanningsmast met twee of meer rechtopstaande pijlers, en een of meer niveaus waar de geleiders aan bevestigd zijn.
Andere benamingen zijn juk en jukmast.
Ze hebben een min of meer rechthoekig uiterlijk.
De eenvoudigste hebben de vorm van de letter H.

## Toepassingen
Portalen zijn er in vele uitvoeringen, variaties en groottes, in hout (meestal 110kV of minder), beton, staal en vakwerk, voor vrijwel alle spanningsniveaus, en voor vele toepassingen.
Portalen kunnen laag worden uitgevoerd, waardoor ze geschikt zijn voor gebruik nabij vliegvelden, en bij overkruisingen, waar twee hoogspanningslijnen elkaar kruisen, voor de "onderste" lijn.
Op vrijwel elk onderstation zijn portalen te vinden, daar dragen ze geleiders binnen het station en ook de geleiders tussen de eindmasten en de installaties van het station (dat wordt wel een "stijgjuk" genoemd).
Omdat ze vrij eenvoudig te maken zijn worden ze ook gebruikt als tijdelijke mast (als bijvoorbeeld een beschadigde of omgewaaide reguliere mast moet worden vervangen).

## Verbreiding
Dit type mast is wereldwijd in gebruik.
In Ierland, Scandinavië, en Canada worden ze veel gebruikt.
In Nederland wordt dit type mast vooral gebruikt op onderstations en bij overkruisingen.
Ook bij splitsingen worden ze wel gebruikt.
Als "gewone" mast worden ze gebruikt:
- Tussen Muiderberg en verkeersknooppunt Muiderberg loopt een kort traject met 380kV-portalen - de lijn is daar verlaagd ten behoeve van trekvogels.
- Vanaf het onderstation in Harculo loopt eveneens een traject portalen, met totaal zes driefasencircuits.

Ook in Duitsland worden ze vanwege het grote ruimtebeslag beperkt ingezet: in de regel alleen gebruikt als afspanmast indien er sprake is van zeer grote trekkracht, en in onderstations.
Uitzondering was daar traject uitgevoerd met portalen, gebouwd in 1924, van centrale Hirschfelde naar Dresden. 

## Foto's

Portaalmasten
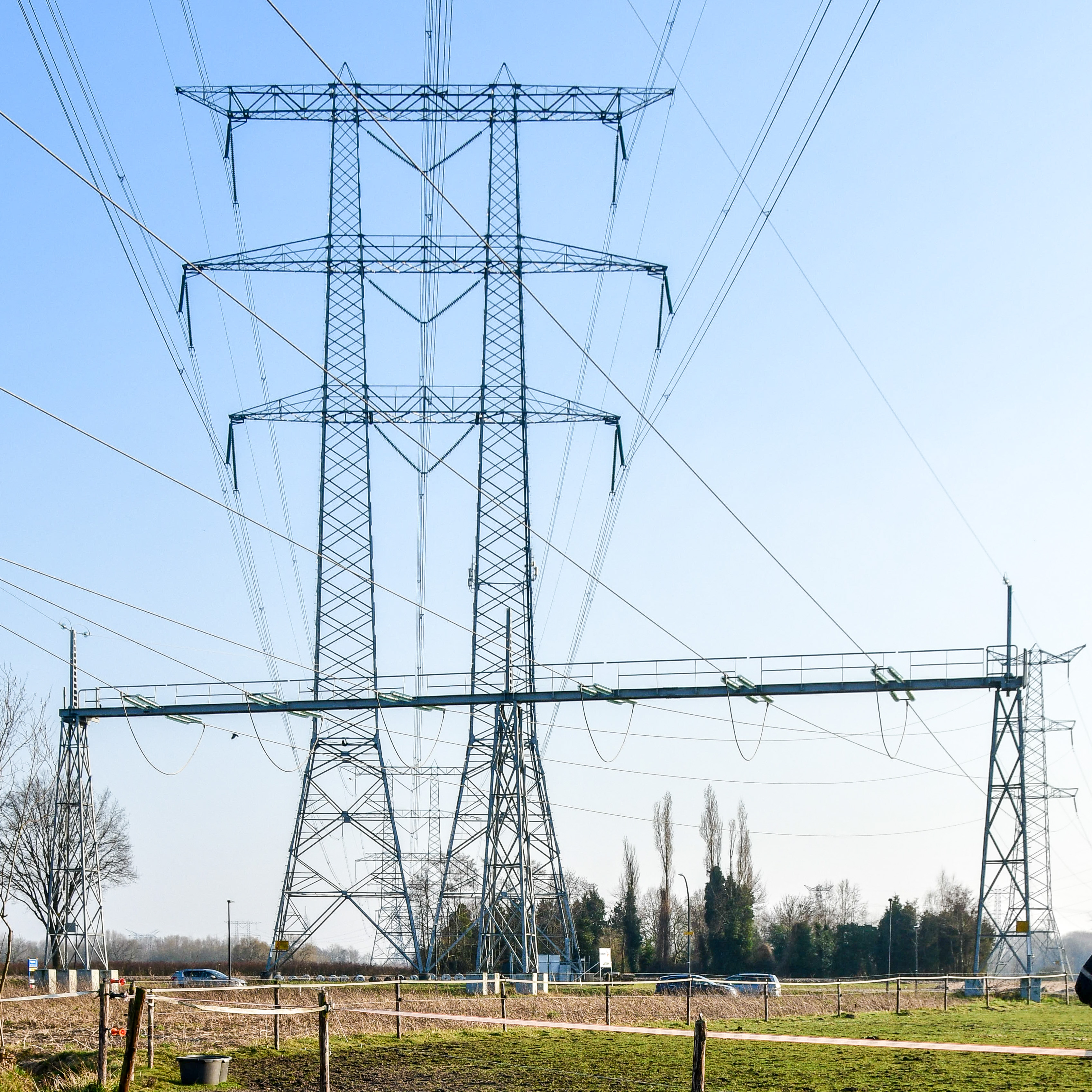
Met een lage portaalmast gaat een 150kV-lijn onder een 380kV-lijn door.
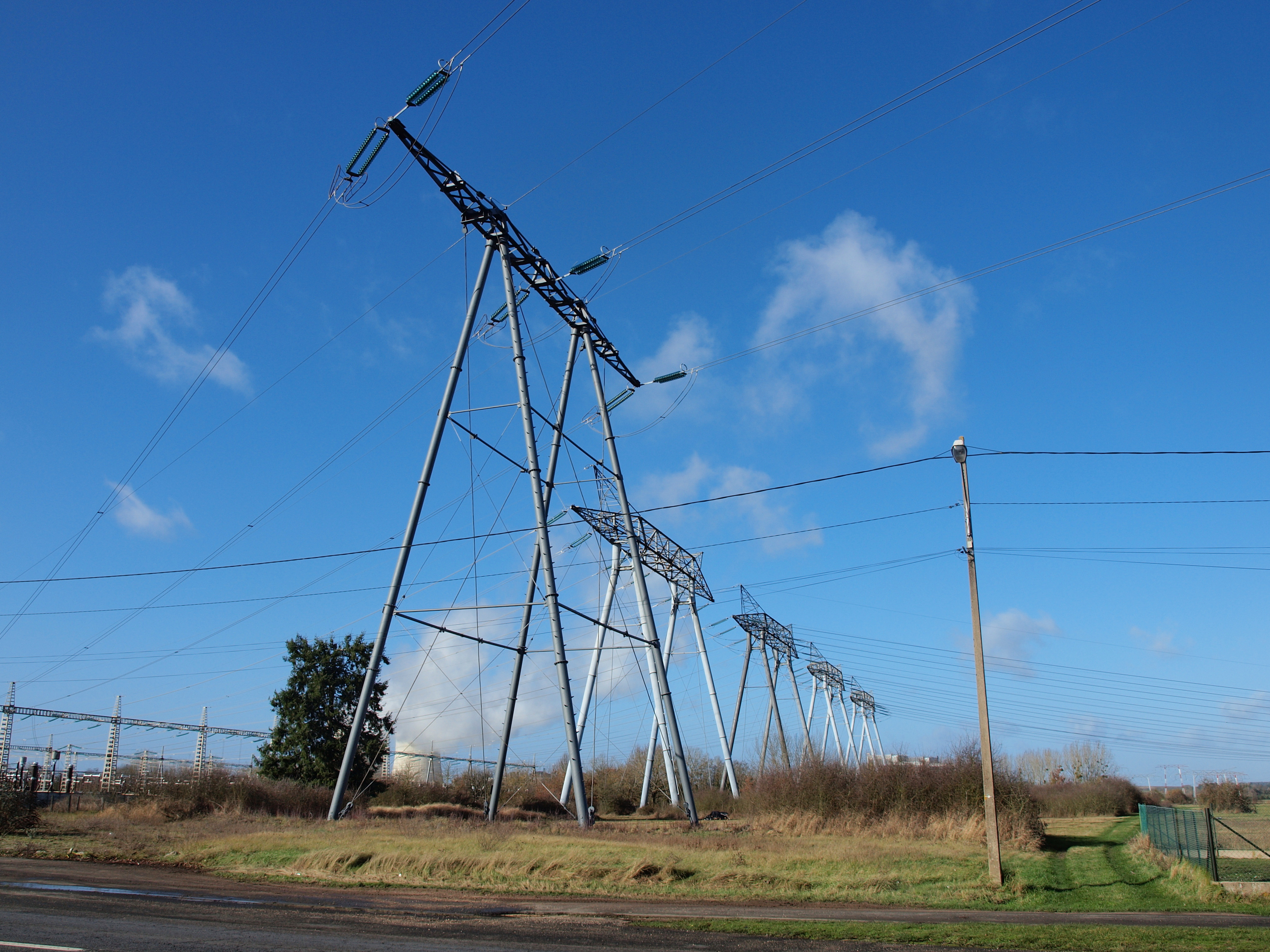
Rij portaalmasten, allen buismasten en afspanmasten, bij Saint-Laurent-Nouan in Frankrijk
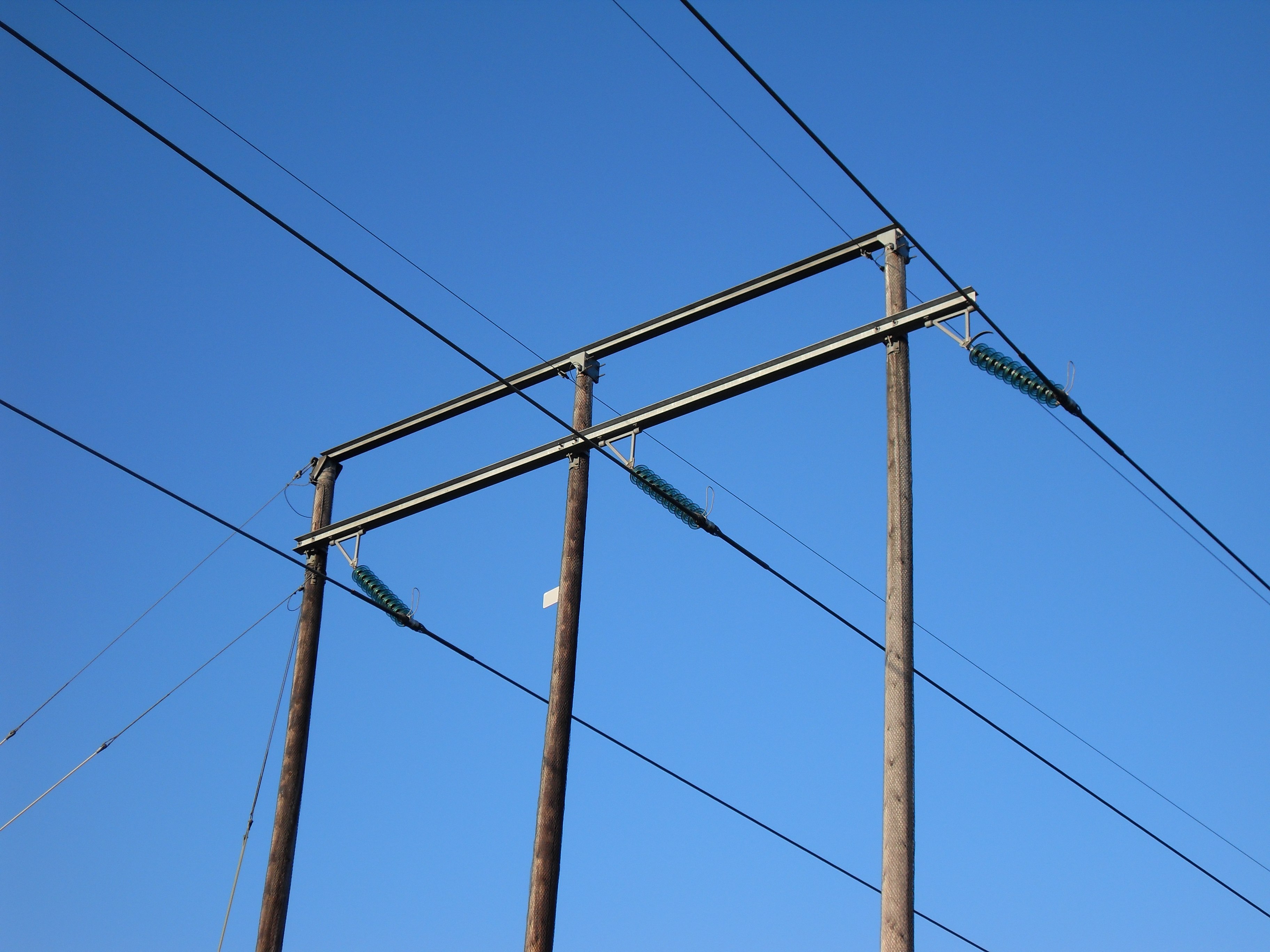
Portaal met houten palen, Zweden
De 59,5 meter hoge en 307 ton zware betonnen afspanmast in Littau (Zwitserland) uit 1990, 2 × 380 kV, 1 × 110 kV.
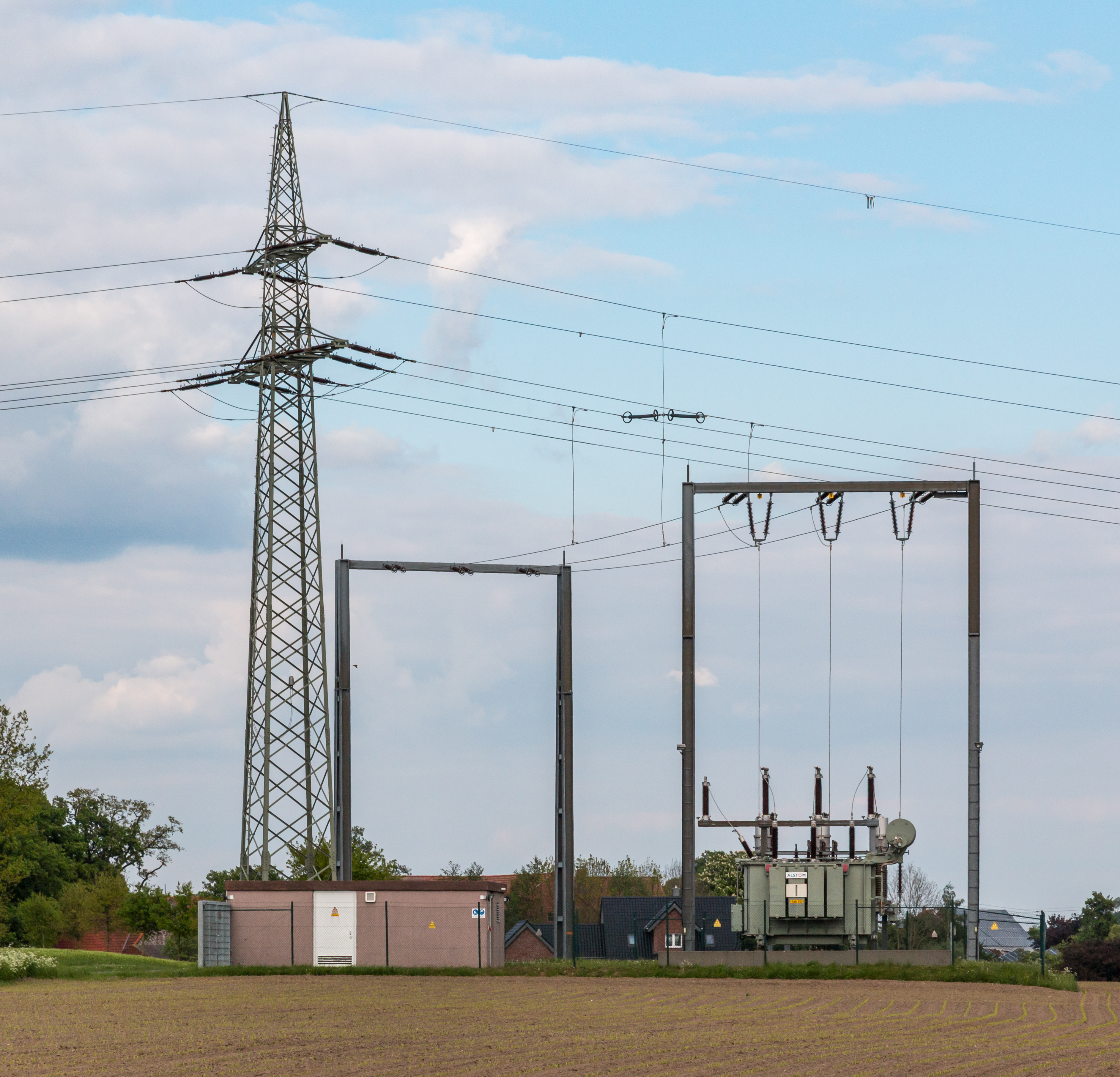
Portalen bij een onderstation, afgetakt van de langslopende lijn, Dülmen, Duitsland
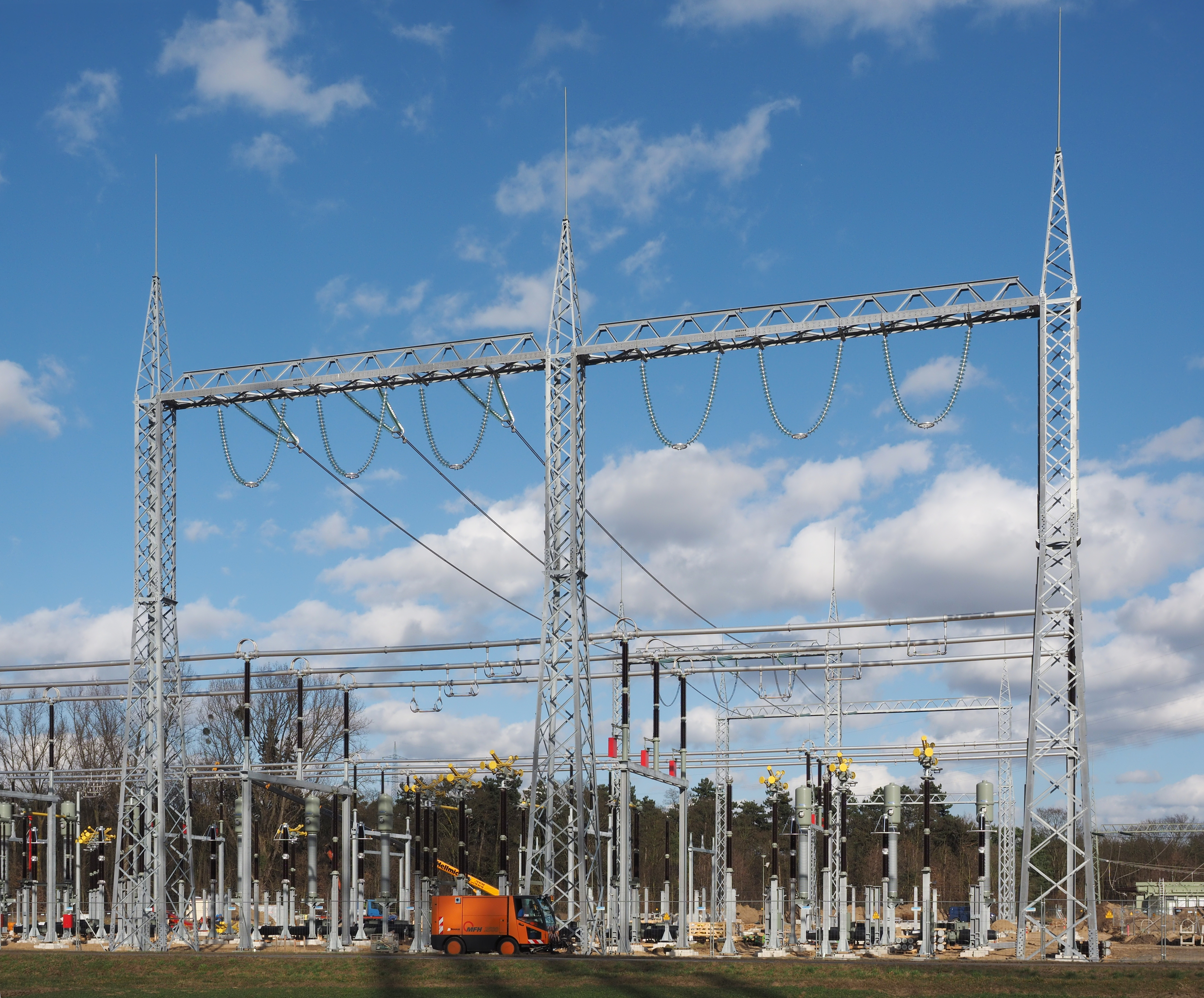
Portaal bij een onderstation in aanbouw in Pfungstadt, Duitsland
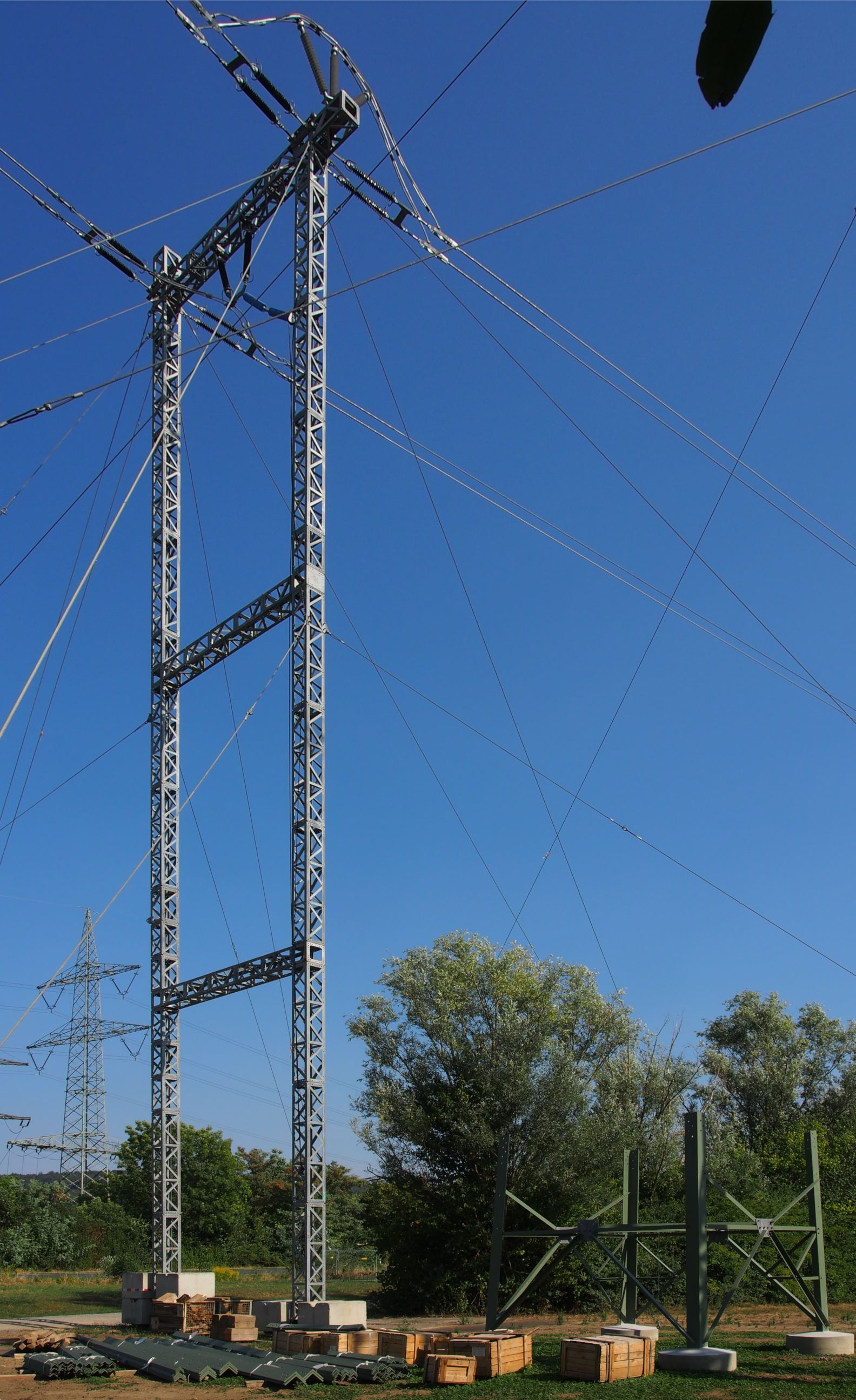
Tijdelijke mast naast een mast in aanbouw; Leimen (Baden), Duitsland
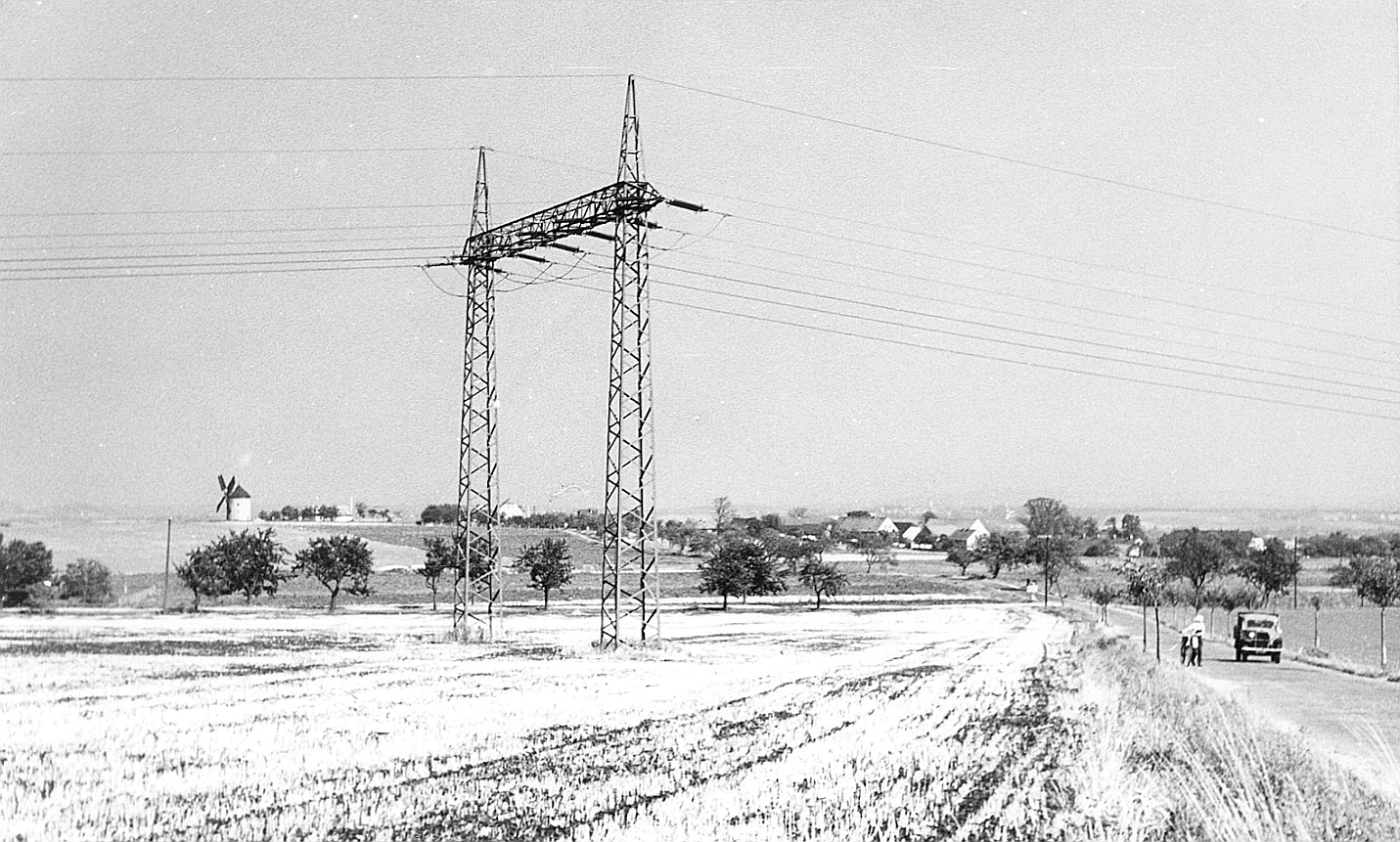
Deel van de lijn Hirschfelde-Dresden van 1924, Duitsland
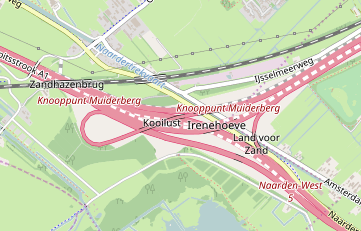
Kaart met daarop de portalen nabij Muiderberg in Nederland
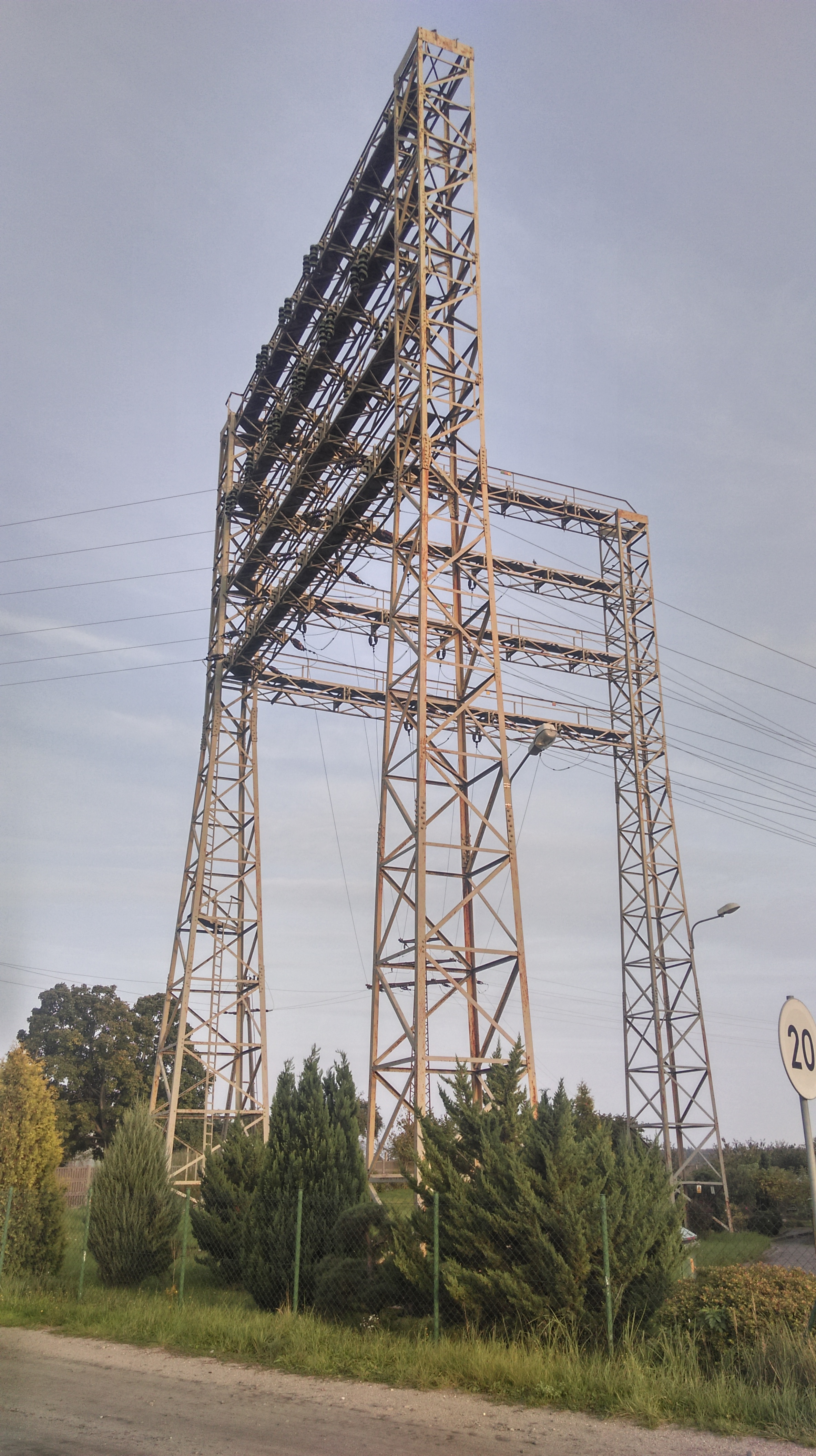
Zeer grote portaalmast in Golczewo, Polen